# Barzilajova nemocnice

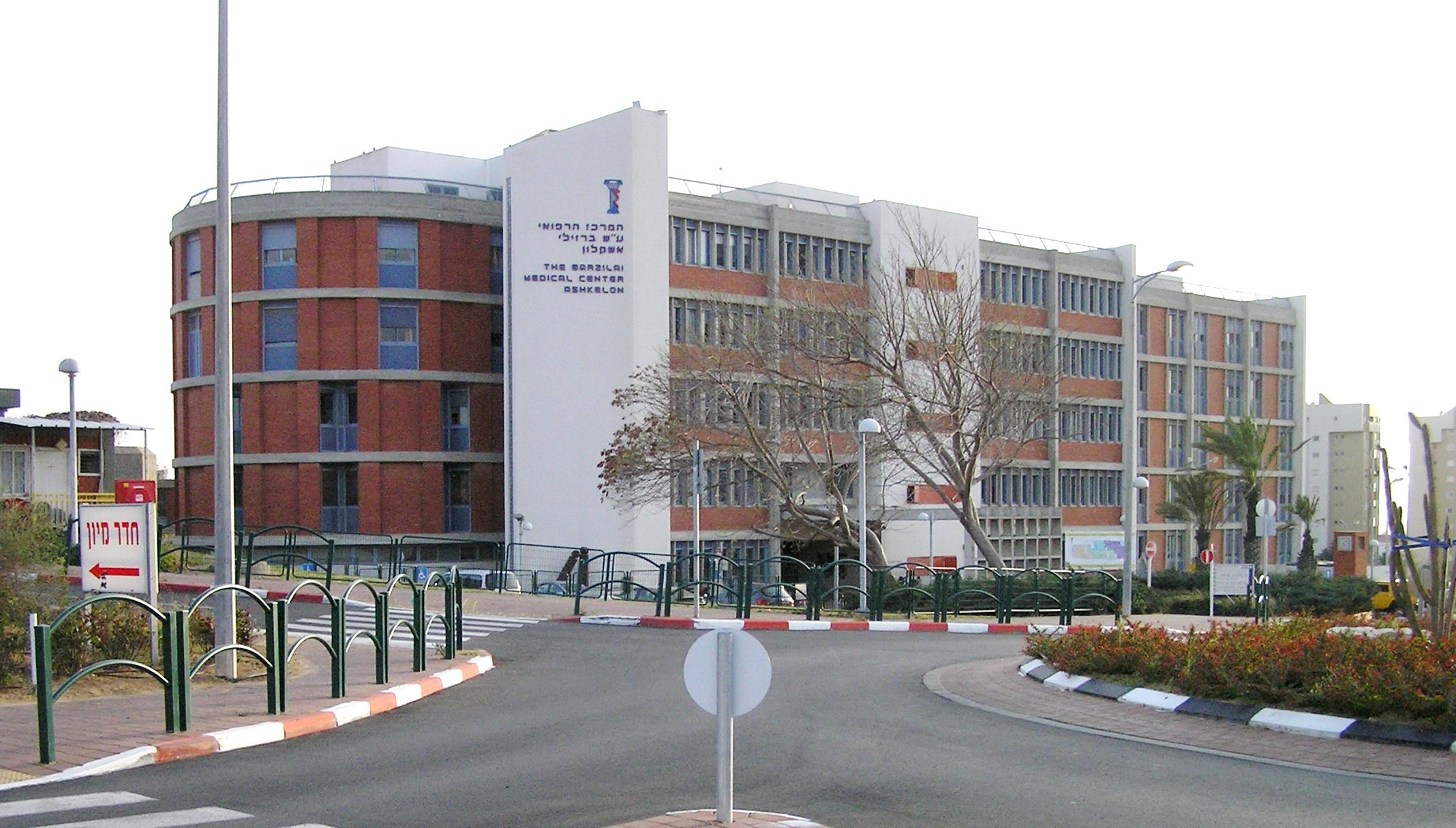
Budova nemocnice

Barzilajova nemocnice (hebrejsky מרכז רפואי ברזילי, Merkaz refu'i Barzilaj, doslova Barzilajovo zdravotní centrum, anglicky Barzilai Medical Center) je nemocnice v Aškelonu v Izraeli.

## Geografie
Leží v nadmořské výšce cca 60 metrů, cca 1,5 kilometru od břehu Středozemního moře v jižní části Aškelonu.

## Popis
Byla otevřena 20. července 1961 a nahradila dosavadní provizorní lékařské prostory situované do opuštěných základen britské armády. Původně byla známá pod jménem Aškelonská nemocnice. Nynější jméno odkazuje od roku 1971 na bývalého ministra zdravotnictví Izraele a významného politika Jisra'ele Barzilaje. Na výstavbě nemocnice se podílel stát a sionistická organizace z Jihoafrické republiky. Areál postupně procházel dalšími přístavbami. Ústav má 520 lůžek, dále 60 lůžek denní péče a 40 míst pro péči o novorozence. Ředitelem je Šim'on Scharf.